# Vanessa Paradis
Vanessa Paradis (Saint-Maur-des-Fossés, 22. prosinca 1972.) francuska je pjevačica, glumica i model.
Kad je imala 14 godina, stekla je svjetski uspjeh sa singlom "Joe le taxi" (Taksist Joe), što je i njena najpoznatija pjesma. Godine 1991., Paradis je postala model tvrtke Chanel. Od 1998. do 2012. bila je u vezi s poznatim američkim glumcem Johnnyjem Deppom. S njim ima dvoje djece, Lily-Rose Melody Depp rođenu 27. svibnja 1999. i Johna Christophera Deppa III rođenog 9. travnja 2002.
Tijekom karijere surađivala je s glazbenikom Lennyem Kravitzom.  Glumila je u poznatim filmovima "Djevojka na mostu" i "Srcolomac" te posudila glas u poznatom animiranom filmu "Čudovišna priča u Parizu". Vanessina mlađa sestra Alysson Paradis je francuska glumica. Vanessa Paradis do danas je objavila šest studijskih albuma.

## Izabrana filmografija
- Djevojka na mostu kao Adèle (1999.)
- Ključ kao Cécile (2007.)
- Srcolomac kao Juliette Van Der Becq (2010.)
- Café de Flore kao Jacqueline (2011.)
- Čudovišna priča u Parizu kao Lucille (2011.)
- Francuskinje kao Rose (2014.)

## Diskografija
Albumi
- M&J (1988.)
- Variations sur le même t'aime (1990.)
- Vanessa Paradis (1992.)
- Bliss (2000.)
- Divinidylle (2007.)
- Love Songs (2013.)

## Vanjske poveznice
- Vanessa Paradis u internetskoj bazi filmova IMDb-u (engl.)